# 松田章
松田 章（まつだ あきら、1944年4月19日 - ）は、日本の男性俳優。旧芸名は松田 章生。宮崎県出身。日本大学芸術学部卒業。身長166cm、体重72kg。夢工房所属。

## 出演

### テレビドラマ
- 風と雲と虹と（1976年、NHK）
- 宇宙鉄人キョーダイン（1976年、MBS）
- 紅い花（1976年、NHK）
- 太陽にほえろ!
- 俺たちの朝 第39話「殴り合いとヨットハーバーと船よさらば」（1977年8月14日、NTV / 東宝） - 小坪漁業協同組合･組合員
- そば屋梅吉捕物帳 第1話「闇を斬る江戸の月」（1979年、12ch / 国際放映）- 丑蔵
- 銀河テレビ小説（NHK）
  - 煙が目にしみる（1981年） - ストリップの客
- 想い出づくり。（1981年、TBS）
- ザ・サスペンス「松本清張の時間の習俗」（1982年6月19日、TBS / 大映テレビ）
- 土曜ワイド劇場「松本清張の寒流」（1983年2月5日、テレビ朝日）
- 西部警察 PART-III 第10話「雪の会津山岳決戦! -福島・後篇-」（1983年、テレビ朝日） - 北山巡査
- ふぞろいの林檎たち
- うちの子にかぎって（1984年、TBS）
- 電撃戦隊チェンジマン（1985年、テレビ朝日）
- 西田敏行の泣いてたまるか第10話「ぼくの父さんはシェフ」（1986年、TBS / 国際放映、東阪企画）
- 親にはナイショで…（1986年、TBS / 原案・康珍化）
- 君の名は
- 駆落ち
- 夜逃げ屋本舗
- 火曜サスペンス劇場（日本テレビ放送網）
  - 警視庁鑑識班第3作「目立つな、動くな、待機しろ!児童誘拐事件で身動きできない鑑識のあせり」（1997年4月22日）
  - 監察医・室生亜季子第29作「不完全な心中〜アキ先生ピンチ〜法医学は確率の学問で絶対ではない〜」（2001年1月23日）- 保健所課長
  - 弁護士・高林鮎子第34作「志摩の旅・みえ6号毒殺連鎖〜保険金狙いで魂を売った魔性の女!完全無欠の時刻表トリックを暴く真珠の涙と男の素顔」（2005年7月5日）- タクシードライバー
- 嫁姑五日間戦争
- 熊野路伝説殺人事件
- 実録・杉並老婆殺人事件
- 合い言葉は勇気1話
- 古畑任三郎第3シーズン「灰色の村」（1999年4月27日、フジテレビ）- 洪禅和尚
- 非婚家族
- 八丁堀捕物ばなし8話（フジテレビ）
- 女ざかり!!区役所の名探偵第2作「化け猫屋敷殺人事件」（2001年1月12日）- 保養所の管理人
- デジドラワンシーン
- ビートたけしの浅草キッド
- 特捜最前線
- はぐれ刑事純情派（2000年）- 篠田二郎
- はみだし刑事情熱系
- ウルトラQ dark fantasy（2004年、テレビ東京）※「松田一章」と誤記
- 地獄少女（2006年11月4日）
- 相棒 Season 5 第12話「狼の行方」（2007年1月10日、テレビ朝日）- 住人・森脇
- パーフェクト・リポート（2010年、フジテレビ）
- 大崎郁三の事件散歩（2012年、テレビ朝日）
- 特捜9（2019年、テレビ朝日）- 森山隆一

### 映画
- ベッドタイムアイズ（1987年）
- 遊びの時間は終わらない（1991年）
- よるべなき男の仕事・殺し（1991年）
- うずまき（2000年）- 大山泰三
- ゴジラ・モスラ・キングギドラ 大怪獣総攻撃（2001年） - 本栖署の囚人[1]
- 発狂する唇
- 遊びの時間は終わらない
- くれないものがたり
- 斬り込み
- エコエコアザラク
- 川の流れのように
- まぶだち（2001年）
- クロスファイヤー
- クロエ
- 着信アリ
- 劇場版 仮面ライダー響鬼と7人の戦鬼（2005年9月3日）
- 20世紀少年 第1章 終わりの始まり（2008年8月30日）- ラーメン屋店主
- 静かなるドン 新章（2009年）- キムラ（理容師）

### Vシネマ
- なんぼのもんやねんII
- とんぼII
- 蕾のルチア（1992年）
- 悪女のささやき（1999年）
- エロティックサイコホラー 女教師 淫魔の教室（1999年）
- ウルトラセブン 果実が熟す日（1999年）
- 牝牌 女雀士復讐の闘牌（2001年1月1日）
- あぶない通勤電車 指先職人にご用心（2003年4月25日）
- 暴行高速バス 欲望の雫（2004年8月2日）
- 日本統一9（2015年）- 名古屋 三代目重光一家総長 浅井
- 日本統一39・40（2020年）- 国本夫婦
- 日本統一外伝 〜山崎一門〜1（2020年）- 国本夫婦

### 舞台
- 三銃士
- 青春の門
- 喪服のエレクトラ

### CM
- 日東あられ
- マンスリーレオパレス
- NTTDoCoMo東海